# Лінкольн-Парк (Мічиган)
Лінкольн-Парк (англ. Lincoln Park) — місто (англ. city) в США, в окрузі Вейн штату Мічиган. Населення — 40 245 осіб (2020).

## Географія
Лінкольн-Парк розташований за координатами 42°14′36″ пн. ш. 83°10′53″ зх. д. / 42.24333° пн. ш. 83.18139° зх. д. (42.243291, -83.181258).  За даними Бюро перепису населення США в 2010 році місто мало площу 15,25 км², з яких 15,25 км² — суходіл та 0,00 км² — водойми.

## Демографія
Згідно з переписом 2010 року, у місті мешкали 38 144 особи в 14 924 домогосподарствах у складі 9685 родин. Густота населення становила 2501 особа/км².  Було 16530 помешкань (1084/км²).
Расовий склад населення:
| - 84,2 % — білих - 5,9 % — чорних або афроамериканців - 0,7 % — корінних американців - 0,5 % — азіатів - 5,4 % — осіб інших рас |

До двох чи більше рас належало 3,2 %. Частка іспаномовних становила 14,9 % від усіх жителів.
За віковим діапазоном населення розподілялося таким чином: 24,8 % — особи молодші 18 років, 63,7 % — особи у віці 18—64 років, 11,5 % — особи у віці 65 років та старші. Медіана віку мешканця становила 36,7 року. На 100 осіб жіночої статі у місті припадало 96,2 чоловіків;  на 100 жінок у віці від 18 років та старших — 94,5 чоловіків також старших 18 років.
Середній дохід на одне домашнє господарство  становив 49 996 доларів США (медіана — 41 090), а середній дохід на одну сім'ю — 57 016 доларів (медіана — 50 671). Медіана доходів становила 42 038 доларів для чоловіків та 34 500 доларів для жінок. За межею бідності перебувало 19,9 % осіб, у тому числі 30,8 % дітей у віці до 18 років та 10,7 % осіб у віці 65 років та старших.
Цивільне працевлаштоване населення становило 15 383 особи. Основні галузі зайнятості: виробництво — 18,6 %, освіта, охорона здоров'я та соціальна допомога — 18,5 %, роздрібна торгівля — 15,5 %.